# Mank (película)
Mank es una película de drama biográfico estadounidense de 2020 sobre el guionista Herman J. Mankiewicz y su desarrollo del guion de Citizen Kane (1941). Dirigida por David Fincher, basada en un guion de su padre Jack Fincher, la película fue producida por Ceán Chaffin, Douglas Urbanski y Eric Roth. La protagonizan Gary Oldman, en el papel principal, Amanda Seyfried, Lily Collins, Arliss Howard, Tom Pelphrey, Sam Troughton, Ferdinand Kingsley, Tuppence Middleton, Tom Burke, Joseph Cross, Jamie McShane, Toby Leonard Moore, Monika Gossmann y Charles Dance.[cita requerida]
El padre de Fincher, Jack, escribió el guion en la década de 1990, y David originalmente tenía la intención de filmarlo después de completar The Game (1997), con Kevin Spacey y Jodie Foster como protagonistas. Nunca llegó a buen término, y Jack Fincher murió en 2003. Finalmente, el proyecto se anunció oficialmente en julio de 2019, y el rodaje tuvo lugar en Los Ángeles desde noviembre de 2019 hasta febrero de 2020.
Mank tuvo un lanzamiento teatral limitado el 13 de noviembre de 2020, y comenzó a transmitirse en Netflix el 4 de diciembre de 2020. Recibió críticas positivas de los críticos, que elogiaron la dirección, la fotografía, los valores de producción y la partitura musical, así como la actuación de Oldman y de Seyfried. Mank fue la película más nominada en los premios Óscar de 2021 con un total de diez candidaturas, entre estas mejor película, mejor director (Fincher) y mejor actor (Oldman), y ganó por mejor diseño de producción y mejor cinematografía.

## Sinopsis
En 1940, Orson Welles obtiene completa libertad creativa para su próximo proyecto de  RKO. Para el guion, Welles recluta a Herman J. Mankiewicz, que se encuentra en Victorville, California recuperándose de una pierna rota que sufrió en un accidente automovilístico. Herman dicta el guion a su secretaria, Rita Alexander, quien nota similitudes entre el  personaje principal y William Randolph Hearst. El productor John Houseman está preocupado por el denso guion no lineal de Herman, mientras que el hermano de Herman  Joseph teme que pueda enfadar al poderoso Hearst.
En 1930, Herman visita un  lugar de  MGM donde él y la protagonista femenina, Marion Davies, se reconocen. Ella le presenta a Hearst, su benefactor y amante, a quien le gusta Herman. En 1933, Herman y su esposa Sara asisten a la fiesta de cumpleaños de Louis B. Mayer en Hearst Castle con muchos peces gordos de  Hollywood. Discuten el ascenso de la Alemania nazi y la próxima elección de gobernador de California de 1934, en particular el candidato Upton Sinclair. Herman y Marion van a dar un paseo, donde se unen en discusiones sobre política y la industria cinematográfica.
En 1940, Houseman se impacienta por la falta de progreso de Herman. A Rita también le preocupa el momento de la escritura, así como el alcoholismo de Herman. Herman finalmente termina el guion a tiempo. Houseman está impresionado pero le recuerda a Herman que no recibirá crédito por su trabajo.
En 1934, Herman y Joseph comienzan a trabajar en MGM con Mayer. Los ejecutivos del estudio, incluido Irving Thalberg, trabajan activamente contra la campaña de gobernador de Sinclair. El estudio produce películas de propaganda para una campaña de difamación, financiada por Hearst, contra Sinclair. Herman se acerca a Marion para sacar las películas, pero no tiene éxito ya que ella ya dejó el estudio por Warner Brothers. Más tarde, Herman y Sara asisten a una fiesta de vigilancia en el club nocturno Trocadero (Trocadero (Los Ángeles)), donde Mayer anuncia al ganador, Frank Merriam. El colega de Herman, el director Shelly Metcalf, dispara y se suicida después de ser diagnosticado con enfermedad de Parkinson y sentirse culpable por su papel en la campaña de difamación, a pesar de apoyar personalmente a Sinclair.
En 1940, Charles Lederer toma el guion de Herman para entregarlo en el estudio. Joseph visita a Herman después de leer el guion y le advierte sobre la reacción de Hearst y cómo podría afectar a Marion. Sin embargo, cree que es lo mejor que Herman ha escrito jamás. Marion también le visita e intenta persuadir a Herman de que cambie el guion, siendo esto en vano. Ella le dice a Herman que intentará evitar que se haga la película.
En 1937, Herman se estrella en una fiesta en Hearst Castle, donde, borracho, lanza la idea de la película que escribirá en 1940, ofendiendo a todos los presentes, incluidos Hearst, Mayer y Marion. Un enfurecido Mayer revela que Herman está en la nómina de Hearst y lo llama payaso de la corte. Hearst le cuenta una alegoría sobre un mono y un organillero y lo despide.
En 1940, a pesar de la presión de Hearst, Welles está decidido a hacer la película y tiene la intención de reescribirla sin Herman. Visita a Herman y le ofrece una compra del estudio. Sin embargo, incumpliendo los términos de su contrato, Herman solicita crédito por el guion y lo declara como su mejor trabajo. Un molesto Welles le dice a Herman que ha ido a batear por él, antes de irse enojado. Herman finalmente recibe crédito conjunto con Welles, y los dos ganan el Premio de la Academia al Mejor Guion Original por la película dos años después.

## Reparto
- Gary Oldman como Herman J. Mankiewicz
- Amanda Seyfried como Marion Davies
- Lily Collins como Rita Alexander, la secretaria de Herman, de quien  Susan Alexander Kane obtiene su nombre.[2]
- Arliss Howard como Louis B. Mayer
- Tom Pelphrey como Joseph L. Mankiewicz
- Charles Dance como William Randolph Hearst
- Sam Troughton como John Houseman
- Ferdinand Kingsley como Irving Thalberg
- Tuppence Middleton como Sara Mankiewicz
- Tom Burke como Orson Welles
- Joseph Cross como Charles Lederer
- Jamie McShane como Shelly Metcalf, directora de tomas de prueba y amiga de Herman.[3] Aunque Metcalf es ficticio, Felix E. Feist fue el director de toma de prueba en MGM, que filmó las películas de propaganda contra Upton Sinclair que Metcalf filma en  Mank .[3]
- Toby Leonard Moore como David O. Selznick
- Monika Gossmann como Fräulein Frieda, ama de llaves de Herman
- Leven Rambin como Eve, la esposa de Metcalf
- Bill Nye como Upton Sinclair
- Jeff Harms como Ben Hecht

## Lanzamiento
Mank se estrenó en cines en Estados Unidos y Canadá el 13 de noviembre de 2020, antes de comenzar a transmitirse en todo el mundo en Netflix el 4 de diciembre de 2020.
IndieWire informó que la película se proyectó en 75 cines durante su primer fin de semana e hizo «negocios similares» a otros nuevos lanzamientos independientes The Climb y Ammonite, que promediaron cada uno alrededor de USD 300 por lugar (lo que significaría un debut de USD 22 500 para Mank).

## Recepción
En el sitio web Rotten Tomatoes, el 88% de 207 críticos recomendaron la película, con una calificación promedio de 7,9/10. El consenso de los críticos del sitio dice: «Escrita con nitidez y brillantemente interpretada, Mank mira detrás de escena de Citizen Kane para contar una vieja historia de Hollywood que podría terminar siendo un clásico por derecho propio». Según Metacritic, que compiló 43 reseñas y calculó una puntuación media ponderada de 79 sobre 100, la película recibió «críticas generalmente favorables».
Eric Kohn, de IndieWire, le dio a la película una «B+» y escribió: «Por mucho que Mankiewicz merezca el mérito de Kane, la notable película de Fincher es un argumento convincente para apreciar la presciencia detrás de su concepción. Su vida tuvo un final difícil, pero la película al respecto le da una última risa amarga».
Owen Gleiberman, de Variety, elogió las actuaciones y el diseño de producción y dijo: «Mank es una historia del Viejo Hollywood que está más impregnada del Viejo Hollywood: su glamour y sordidez, sus jerarquías de capas de pastel, su corrupción y gloria que he visto, y el efecto es darle un esplendor vertiginoso de máquina del tiempo». Peter Travers, al comentar la película para ABC News, escribió: «Mank es la obra de cine más hermosa que verás en cualquier lugar. Brillantemente filmada en blanco y negro por Erik Messerschmidt, con un vestuario increíble de Trish Summerville y una partitura de época auténtica de Trent Reznor y Atticus Ross, que de alguna manera no es derrotado por el sonido mono retro, Mank está destinada a igualar el aspecto y la sensación de su época, como si fuera hace ocho décadas y acabaras de comprar una entrada».